# SN 2005lw
SN 2005lw – supernowa typu II odkryta 14 grudnia 2005 roku w galaktyce IC 672. W momencie odkrycia miała maksymalną jasność 18,80m.